# Ferdynand IV Toskański
Ferdynand IV Salwator Maria Józef Jan Baptysta Franciszek Ludwik Gonzaga Rafał Rajner January Habsburg-Lotaryński (ur. 10 czerwca 1835 we Florencji; zm. 17 stycznia 1908 w Salzburgu) – arcyksiążę austriacki, wielki książę Toskanii w latach 1859–60; następnie aż do śmierci pretendent do tego tytułu. Pełne imię w języku włoskim brzmi Ferdinando Salvatore Maria Giuseppe Giovanni Battista Francesco Lodovico Gonzaga Raffaele Ranerio Gennaro.

## Życiorys
Ferdynand IV urodził się w 1835, był synem arcyksięcia Leopolda II, wielkiego księcia Toskanii i jego żony Marii Antonietty Burbon, księżniczki Królestwa Obojga Sycylii. Miał dwanaścioro rodzeństwa, w tym trzy przyrodnie siostry.
27 kwietnia 1859 zmuszony został do opuszczenia Florencji wraz z rodziną ze względu na wybuch powstania w mieście, inspirowany wojną francusko-austriacką i dążenia do zjednoczenia Włoch. Habsburgowie Lotaryńscy uciekli do Austrii, gdzie Leopold II formalnie abdykował po zakończeniu wojny w dniu 21 lipca. Tym samym Ferdynand stał się dziedzicem tytułu wielkiego księcia, jednocześnie nie mogąc powrócić do opanowanej przez zwolenników republiki Florencji. 16 sierpnia nowe władze Toskańskiego Zgromadzenia Narodowego zdetronizowały go. Ferdynand liczył jednak na wsparcie Francji i Austrii w odzyskaniu praw do tronu, co obiecały w traktacie w Villafranca. Żadne z państw jednak nie podjęło ku temu kroków, tym samym torując drogę do powstania zjednoczonych Włoch. Królestwo Sardynii ostatecznie zaanektowało Wielkie Księstwo Toskanii 22 marca 1860, formalnie pozbawiając Ferdynanda państwa i władzy.
Były wielki książę spędził resztę życia na wygnaniu głównie w Austrii. Od lata 1868 w sezonie letnim zamieszkiwał w Villa Toscana w mieście powiatowym Lindau położonym nad Jeziorem Bodeńskim. Zaś miesiące zimowe spędzał w starej rezydencji w Salzburgu, którą udostępnił mu cesarz Franciszek Józef I.

## Odznaczenia
- Wielki Mistrz Orderu Świętego Stefana (Toskania)[1]
- Wielki Mistrz Orderu Świętego Józefa (Toskania)[1]
- Wielki Mistrz Orderu Zasługi Wojskowej (Toskania)[1]
- Order Złotego Runa (Austro-Węgry)[1]
- Krzyż Wielki Orderu Świętego Stefana (Austro-Węgry)[1]
- Medal Wojenny (Austro-Węgry)[1]
- Odznaka za Służbę Wojskową dla Oficerów I Stopnia (Austro-Węgry)[1]
- Brązowy Medal Jubileuszowy Pamiątkowy dla Sił Zbrojnych (Austro-Węgry)[1]

## Rodzina
Ożenił się dwukrotnie i miał następujące dzieci:
Pierwsze małżeństwo zawarł w Dreźnie 24 listopada 1856 z Anną Marią Wettyn, (4 stycznia 1836 w Dreźnie – 10 lutego 1859 w Neapolu), córką króla saksońskiego Jana Wettyna. Para miała dwójkę dzieci:
- Arcyksiężną Marię Antoniettę Leopoldynę Annunziatę Annę Amalię Józefę Joannę Immacolatę Teklę (Maria Antoinette Leopoldina Annunziata Anna Amalia Josepha Johanna Immaculata Thekla) (ur. 10 stycznia 1858 we Florencji – zm. 13 kwietnia 1883 w Cannes). Została ona ksieni klasztoru Teresy na Hradczanach w Pradze.
- córka urodzona martwa (ur. i zm. w 1859)

11 stycznia 1868 w Frohsdorfie ożenił się z Alicją Burbon-Parmeńską, córką Karola III Parmeńskiego, księcia Parmy w latach 1849–1854, oraz francuskiej księżniczki Ludwiki d'Artois, córki Karola Ferdynanda, księcia de Berry. Para miała 10 dzieci:
- Leopolda (1868–1935), zrzekł się praw do tronu w 1902, męża (1) Wilhelmine Abramovic, (2) Marii Ritter, (3) Clary Groger,
- Ludwikę[4] (1870–1947), żonę Fryderyka Augusta III Wettyna, króla Saksonii,
- Józefa Ferdynanda (1872–1942), morganatycznego męża (1) Rosy Kaltenbrunner, (2) Gertrudy Tomanek,
- Piotra Ferdynanda (1874–1948), męża Marii Krystyny, księżniczki Obojga Sycylii,
- Henryka Ferdynanda (1878–1969), generała austriackiego, morganatycznego męża Marii Karoliny Ludescher,
- Annę Marię Teresę (1879–1961), żonę Jana, księcia Hohenlohe-Bartenstein,
- Małgorzatę Marię Albertynę (1881–1965),
- Germanę Marię Teresę (1884–1955),
- Roberta Ferdynanda Salwatora (1885–1895),
- Agnieszkę Marię Teresę (1891–1895).